# みんなで7人
『みんなで7人』（みんなでしちにん）は、1972年10月3日から1973年9月25日までTBS系列局で放送されていたテレビドラマである。TBSとテレパックの共同製作。全52話。放送時間は毎週火曜 21:30 - 22:00 （日本標準時）。

## 出演
- 長岡正子：山岡久乃
- 長岡明：中山仁
- 長岡浩二：志垣太郎
- 木下道子：光本幸子
- 百合：永野裕紀子
- 吉沢京子
- 小鹿ミキ
- 冨士眞奈美

## スタッフ
- 作：楠田芳子
- プロデューサー：武敬子
- 演出：脇田時三

## 主題歌
「みんなで7人」
作曲：猪俣公章 / 歌：森山良子

## エピソード
- 当初、2クール（半年）だったが、好評につき4クール（1年）に延長された。